# Río Severn (bahía de Hudson)
El río Severn (en inglés: Severn River, que significa 'río del Norte' o 'Septentrional') es un largo río de Canadá que discurre por la parte norte de la provincia de Ontario y desemboca en la bahía de Hudson. El río Severn tiene sus cabeceras cerca de la frontera occidental de la provincia. Considerando su fuente, el río Black Birch («río Abedul Negro»), el río Severn tiene 982 kilómetros de largo y drena una cuenca de 102.800 km², de la que una pequeña parte pertenece a la provincia de Manitoba. Su fuente está en el lago Deer y fluye en dirección noreste hasta llegar al lago Severn; luego, un segundo tramo continúa hasta la bahía de Hudson, donde desagua en la pequeña comunidad de Fort Severn (401 hab. en 2001).
Las comunidades de las Primeras Naciones de Sandy Lake (2.474 hab. en 2007), Bearskin Lake (831 hab.) y Fort Severn se encuentran a lo largo del río. Estos se formaron en los sitios de los antiguos puestos comerciales construidos cuando el río Severn era un río importante en la época del comercio de pieles. Situado en la desembocadura del río, Fort Severn fue establecido como puesto comercial en 1689 por la Compañía de la Bahía de Hudson. Fue capturado por Pierre le Moyne, sieur d'Iberville en 1690. El puesto, reconstruido en 1759, ha estado operando de forma continuada hasta hoy día, haciendo de esta comunidad uno de los más antiguos asentamientos europeos en Ontario.
En su origen en el lago Deer está la pequeña comunidad de Deer Lake, Ontario.

## Afluentes
Los principales afluentes del río Severn son los siguientes:
- río McInness
- río Cobham (fuente en Manitoba)
- río Windigo, por la derecha;
- río Makoop
- río Blackbear
- río Sachigo, por la izquierda, con una longitud de 380 km;
  - río Wapaseese
  - río Beaver Stone
- río Fawn, por la derecha;
- río Beaver